# Mart Crowley
Mart Crowley (Vicksburg, 21 agosto 1935 – New York, 7 marzo 2020) è stato un drammaturgo, sceneggiatore e produttore televisivo statunitense.

## Biografia
Dopo la laurea all'Università Cattolica d'America, Crowley si trasferì a Los Angeles, dove lavorò nel settore della produzione televisiva prima di essere assunto come assistente da Natalie Wood, conosciuta sul set di Splendore nell'erba nel 1961. Nel 1968 la sua opera teatrale The Boys in the Band fece il suo debutto nell'Off Broadway, dove si affermò come un testo chiave del teatro LGBT e rimase in scena per mille rappresentazioni. Nel 1970 curò la sceneggiatura dell'adattamento cinematografico del dramma al opera di William Friedkin, Festa per il compleanno del caro amico Harold.
Negli anni ottanta ha prodotto la serie televisiva Cuore e batticuore, oltre ad aver sceneggiato diversi episodi de I Colby e Dynasty. Nel 2002 la sua opera teatrale The Men from the Boys, un sequel di The Boys in the Band, ha fatto il suo debutto a San Francisco. Nel 2018 The Boys in the Band ha fatto il suo debutto a Broadway cinquanta anni dopo la prima rappresentazione sulle scene newyorchesi; l'allestimento ha vinto il Tony Award al miglior revival di un'opera teatrale, un premio condiviso da Crowley e i produttori.
Mart Crowley è morto nel 2020, all'età di ottantaquattro anni, pochi giorni dopo essere stato operato d'urgenza in seguito a un attacco di cuore. Crowley era dichiaratamente gay.

## Filmografia

### Attore
- Nijinsky, regia di Herbert Ross (1980)

### Produttore

#### Cinema
- Festa per il compleanno del caro amico Harold, regia di William Friedkin (1970)

#### Televisione
- Cuore e batticuore - serie TV, 68 episodi (1980-1983)

### Sceneggiatore

#### Cinema
- Festa per il compleanno del caro amico Harold, regia di William Friedkin (1970)
- Occhi di Laura Mars, regia di Irvin Kershner (1978)
- The Boys in the Band, regia di Joe Mantello (2020)

#### Televisione
- The Decorator - cortometraggio (1965)
- There Must Be a Pony - film TV (1986)
- Dynasty - serie TV, 1 episodio (1986)
- I Colby - serie TV, 2 episodi (1986-1987)
- Bluegrass - film TV (1988)
- People Like Us - film TV (1990)
- Remember - film TV (1993)
- Hart to Hart: Two Harts in 3/4 Time - film TV (1995)
- Hart to Hart: Harts in High Season - film TV (1996)

## Teatro
- The Boys in the Band (1968)
- The Men from the Boys (2002)